# John Ruben
John A. Ruben är forskare i zoologi och ryggradsdjurspaleontologi vid Oregon State University i Corvallis. En stor del av hans publicerade forskning handlar om respirationssystemet hos fåglar jämte theropoder, såväl som metabolismen hos dinosaurier.

## Rubens forskning om fåglarsrespirationssystem
Ruben har under flera år ifrågasatt den ledande teorin att fåglar härstammar från små köttärande dinosaurier (theropoda). Han hävdar att theropoder hade ett respirationssystem som drevs med diafragma, och inte kan ha utvecklats till de komplicerade luftsäckarna hos fåglar. Även om vissa personer har ansett Rubens arbete vara felaktigt, har han forskat på dinosaurierna Sinosauropteryx och Scipionyx, från vilka han har fått sina argument. Ruben var också del i upptäckten av ett nära samband mellan orörligheten i lårbenet och det komplicerade andningssystemet hos fåglar, år 2009.. 

## Ruben om fåglars evolutionära ursprung.
Studium av fossil från Microraptor har fått Ruben att hävda att Dromaeosauridae, som länge har betraktats som "befjädrade dinosaurier", egentligen var icke-flygande ättlingar till förhistoriska fåglar. Han har sagt: "Vi tror bevisen visar oss att dessa djur [Dromaeosaurider], som vanligen är ansedda som dinosaurier, faktiskt härstammade från fåglar, inte vice versa". Ruben anser det troligare att djur som diapsiden Longisquama representerar förfadern till fåglarna..